# Siphocampylus reticulatus
Siphocampylus reticulatus là loài thực vật có hoa trong họ Hoa chuông. Loài này được (Willd. ex Schult.) Klotzsch & H.Karst. ex Vatke miêu tả khoa học đầu tiên năm 1874.